# Synoptische tabel (vegetatiekunde)
In de vegetatiekunde bedoelt men met een synoptische tabel een tabel waarin via een synoptische wijze vegetatieopnamen van een bepaald syntaxon zijn weergegeven door de soorten te rangschikken naar hun gemiddelde presentie, hun diagnostische betekenis (bijvoorbeeld kentaxa en begeleidende taxa) en de vegetatielaag waarin zij optreden. Soms worden ook de karakteristieke bedekkingen aan synoptische tabellen toegevoegd.